# Parodon moreirai
Parodon moreirai is een straalvinnige vissensoort uit de familie van de rotszalmen (Parodontidae). De wetenschappelijke naam van de soort is voor het eerst geldig gepubliceerd in 2005 door Ingenito & Buckup.